# さらば愛しのやくざ
『さらば愛しのやくざ』（さらばいとしのやくざ）は、安楽隆雄の1988年の小説、それを原作として1990年に制作された陣内孝則・柳葉敏郎主演の東映ヤクザ映画である。

## 映画
1990年11月23日に公開された日本映画。制作は東映東京撮影所で、東映が純粋に作ってリスクを背負う映画である。タイトルには『さらば愛しのやくざ Good bye Dear Friend』と1980年代後半から公開当時の1990年初期、ニューウェーブヤクザ映画といわれるジャンルが流行したこともあり、今作もその流れを汲んだ作品として知られる。
今作で柳葉敏郎はブルーリボン賞助演男優賞を受賞した。

### あらすじ
物語はジョン・レノンが銃弾に倒れた1980年から始まる。
陣内孝則演じるヤクザ藤島悟郎がマスターを務めるバーMOBY-DICKに、柳葉敏郎演じる早稲田大学のエリート学生中馬達也は客として訪れる。相楽晴子演じる悟郎の異母妹、高梨季美子はホステスとして働いていた。季美子は15歳の時に悟郎と敵対するヤクザ工藤に暴行され隆を出産しており、悟郎にとっては敵（かたき）であった。
客として店に来ていた工藤の手前、悟郎は達也をぼったくり暴力をふるう。そんな出逢いではあったが悟郎と達也には友情が芽生え、達也は季美子に恋におちていく。
ヤクザの抗争事件に巻き込まれた組を救うため、悟郎は工藤を殺害し刑務所に服役し10年後に出所する。
達也は10年を海外で暮らし、出所の連絡を受け帰国する。悟郎の兄貴分の坂田明二は、組長が悟郎に跡目を譲るつもりでいることに焦り薬漬けにした悟郎の甥っ子の隆をそそのかし殺害を命じる。

### キャスト
- 藤島悟郎：陣内孝則
- 中馬達也：柳葉敏郎
- 高梨季美子：相楽晴子
- 坂田明二：大竹まこと
- 高梨隆：稲垣吾郎
- 工藤剛三：内藤剛志
- 田所真佐男：豊原功輔
- 山下智之：片桐竜次
- 狩田講師：エド山口
- ジュン：勝俣州和
- 早稲田のマドンナ：万里洋子
- 栄組の組長：木俣堯喬
- 麗子：羽田圭子
- 誠一：中野英雄
- 喜多進：武野功雄
- 唐沢忠志：田中邦衛（特別出演）
- 村上美恵子：内藤やす子
- 村上健次：室田日出男

### スタッフ
- 監督：和泉聖治
- 企画：翁長孝雄、磯田啓二
- 原作：安楽隆雄（評伝社）
- 脚本：野沢尚
- 撮影：東原三郎
- 照明：山口利雄
- 美術：小澤秀高
- 編集：福田憲二
- 音楽：大谷幸
- 助監督：原田昌樹

### 製作

#### 脚本
脚本家の野沢尚に東映から脚色の発注があり、野沢は「ついに俺も東映三角マークで仕事が出来るようになったか」と感慨を持った。しかし野沢はヤクザ映画に馴染みがなく、過去作品から多くの拝借があるという。倉本聰脚本の『冬の華』にそっくりの台詞回しもあると述べている。野沢の脚本は完成後、本物のヤクザに見せて脚本チェックを受け、言葉遣い等の修正が行われた。

### 作品の評価
某スポーツ紙が「過去の『青年の樹』や『人生劇場』といった作品を想像させるほど、やくざと学生といった関係が古めかしい。ジョン・レノンを持ち出すことが無意味」といった批判に対して、脚本の野沢尚が「批評の不備」などと反論している。ただ野沢が丸の内東映で鑑賞後、観客の反応に聞き耳を立てていたら、純粋なやくざ映画を期待したような老人が「近頃のやくざ映画はみんなこうなのか」とのボヤきを聞いた。野沢自身は映画は良い出来と思うと述べている。 

### 映像ソフト
- さらば愛しのやくざ（DVD・2002年7月21日・東映ビデオ）
- さらば愛しのやくざ（VHS・1991年6月28日・東映ビデオ）